# Villiappally
Villiappally è una suddivisione dell'India, classificata come census town, di 31.763 abitanti, situata nel distretto di Kozhikode, nello stato federato del Kerala. In base al numero di abitanti la città rientra nella classe III (da 20.000 a 49.999 persone).

## Geografia fisica
La città è situata a 11° 35' 46 N e 75° 36' 44 E.

## Società

### Evoluzione demografica
Al censimento del 2001 la popolazione di Villiappally assommava a 31.763 persone, delle quali 15.259 maschi e 16.504 femmine. I bambini di età inferiore o uguale ai sei anni assommavano a 3.420, dei quali 1.743 maschi e 1.677 femmine. Infine, coloro che erano in grado di saper almeno leggere e scrivere erano 25.740, dei quali 12.935 maschi e 12.805 femmine.